# 岩手県道171号大川松草線

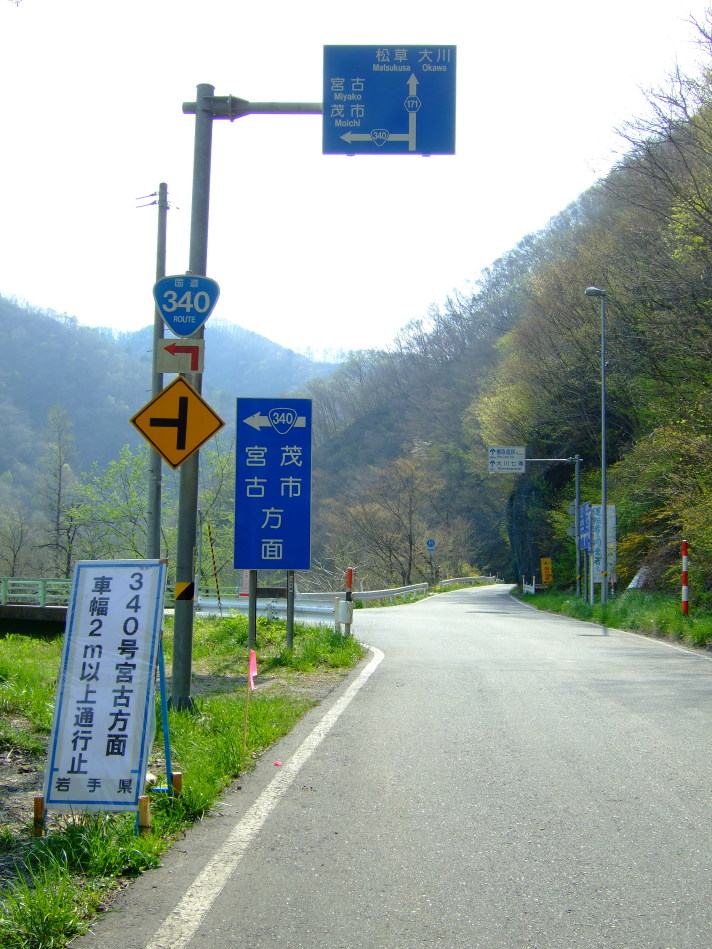
岩泉町大川字大渡の起点地点

岩手県道171号大川松草線（いわてけんどう171ごう おおかわまつくさせん）は、岩手県下閉伊郡岩泉町と宮古市を結ぶ一般県道である。

## 概要
岩泉町と宮古市（旧川井村）を繋ぐルートの一つだが、櫃取湿原付近は冬期閉鎖となる。途中には2014年に廃線となったJR岩泉線の岩手大川駅跡がある。
宮古市側の一部区間は国道106号の旧道である。

### 路線データ
- 起点：岩泉町大川[1]（国道340号交点）
- 終点：宮古市区界[1]（国道106号交点）
- 実延長：49,497.9m[1]

## 歴史
- 1976年（昭和51年）10月1日 - 県道に認定される[1]。

## 地理

### 交差する道路
- 国道340号（岩泉町大川）
- 岩手県道170号松草停車場線（宮古市区界）
- 国道106号（宮古市区界）